# Gardiens de l'aube
Les Gardiens de l'aube (arabe: حراس الفجر , romanisé :  Ḥurrās al-Fajr ) sont une coalition de milices chrétiennes pro-gouvernementales impliquées dans la guerre civile syrienne et affiliées à la Direction du renseignement de l'armée de l'air des forces armées syriennes. Même si les Gardiens de l'aube, dont la devise officielle est «Une patrie que nous ne protégeons pas est une patrie dans laquelle nous ne méritons pas de vivre» , se présentent comme une force nationaliste syrienne, leurs combattants sont avant tout motivés par un concept de guerre sainte de défendre les zones chrétiennes de Syrie contre les rebelles hostiles. Les miliciens d'Usud al-Cherubim, l'un des groupes constitutifs de la coalition, se qualifient même de «moudjahidines de la croix».

## Histoire
À la suite du déclenchement de la guerre civile syrienne en 2012, plusieurs milices chrétiennes ont été formées pour lutter aux côtés du gouvernement syrien contre les insurgés. Ces groupes étaient généralement organisés en unités d’autodéfense, alors que les rebelles syriens ont commencé à attaquer des sites religieux chrétiens et à kidnapper des chrétiens contre rançon peu après que l’insurrection ait pris de l’ampleur. Le gouvernement syrien souhaitait également armer les milices chrétiennes, car celles-ci étaient généralement loyales et relevaient l'armée syrienne en difficulté. Les unités chrétiennes ont joué un rôle majeur dans les combats pour les monts Qalamoun en 2013-2014, où se trouvent plusieurs centres chrétiens importants, comme les villes de Maarounah et Yabroud, ainsi que le Couvent des Chérubins près de Saidnaya.
Selon leur chef officiel, Fadi Abd al-Massih Khouri, les Gardiens de l'Aube ont été créés le 11 septembre 2015, lorsque diverses milices chrétiennes se sont regroupées pour défendre Maarounah contre une attaque de Jaych al-Islam, Cette alliance ad hoc s'étant révélée très fructueuse, la coalition fut rapidement formalisée sous la direction de Khouri. L'idée derrière sa fondation était que les différentes milices chrétiennes devaient s'entraider lorsque leurs villages étaient attaqués.
Initialement, la nouvelle coalition était connue sous le nom de « Bouclier de la patrie » (« Dir' al-Watan ») et a rapidement commencé à participer à diverses campagnes visant à défendre ou à capturer des localités chrétiennes en Syrie : fin 2015, les groupes membres ont rejoint une offensive gouvernementale en Syrie . dans l'ouest du gouvernorat de Homs , au cours de laquelle ils ont contribué à reprendre Sadad et Mahin à l'État islamique d'Irak et du Levant. Pour ces opérations ils ont reçu la gratitude officielle de Sootoro. En mars 2016, l'alliance a adopté son nom actuel et, plus tard cette année-là, a envoyé des combattants dans le nord du gouvernorat de Hama afin de défendre un certain nombre de villages chrétiens contre une attaque menée par les rebelles djihadistes. Les Gardiens ont également pris part aux combats pour Qamhana lors de l'offensive de Hama (mars-avril 2017).
Outre ces campagnes, les Gardiens de l'Aube sont également très actifs dans tout le gouvernorat de Rif Dimashq , participant à diverses offensives contre la Ghouta orientale tenue par les rebelles et au siège de Darayya et Muadamiyat ; cette dernière opération a été en partie présentée par Usud al-Cherubim comme « la libération de ses églises [de Darayya] ». Khouri s'est également présenté comme candidat parlementaire aux élections d'avril 2016, mais n'a pas réussi à remporter un siège.